# Witalij Dzierbianiou
Witalij Wiaczasławawicz Dzierbianiou; błr. Віталій Вячаслававіч Дзербянёў; ros. Виталий Вячеславович Дербенёв, Witalij Wiaczesławowicz Dierbieniow (ur. 5 sierpnia 1976 w Mohylewie, zm. 2 maja 2022) – białoruski sztangista, czterokrotny mistrz Europy.
Największym jego sukcesem jest czterokrotne mistrzostwo Europy (2002, 2003, 2006, 2010) zdobyte w kategorii do 56 kg. 
Trzykrotnie startował w igrzyskach olimpijskich (2000, 2004, 2008), zajmując w swym najlepszym występie 4. miejsce w Atenach, przegrywając brązowy medal z Turkiem Sedatem Artuçem masą ciała.

## Osiągnięcia
| Rok  | Zawody               | Miasto       | Miejsce | Kategoria | Wynik    |
| ---- | -------------------- | ------------ | ------- | --------- | -------- |
| 2000 | Igrzyska olimpijskie | Sydney       | 7       | do 56 kg  | 275 kg   |
| 2001 | Mistrzostwa Europy   | Trenczyn     | 3       | do 56 kg  | 262,5 kg |
| 2002 | Mistrzostwa Europy   | Antalya      | 1       | do 56 kg  | 277,5 kg |
| 2003 | Mistrzostwa Europy   | Lutraki      | 1       | do 56 kg  | 275 kg   |
| 2004 | Igrzyska olimpijskie | Ateny        | 4       | do 56 kg  | 280 kg   |
| 2005 | Mistrzostwa Europy   | Sofia        | 3       | do 56 kg  | 260 kg   |
| 2006 | Mistrzostwa Europy   | Władysławowo | 1       | do 56 kg  | 268 kg   |
| 2007 | Mistrzostwa Europy   | Strasburg    | 2       | do 56 kg  | 266 kg   |
| 2008 | Igrzyska olimpijskie | Pekin        | 5       | do 56 kg  | DNF      |
| 2010 | Mistrzostwa Europy   | Mińsk        | 1       | do 56 kg  | 256 kg   |